# Notheria
Notheria là một chi thực vật có hoa trong họ Lan.